# Pioneer (Schiff, 1877)
Die Pioneer war das weltweit erste als solches konstruierte und gebaute Fischereifahrzeug mit Dampfmaschine und Schraubenantrieb. Das Schiff hatte einen Holzrumpf und zwei Masten mit Gaffelbesegelung. Der vordere Mast konnte zusätzlich ein Vorsegel tragen. Eingesetzt wurde das Schiff in der Schleppnetz- und Langleinenfischerei. Darüber hinaus war es mit sieben Heringstreibnetzen ausgerüstet die wahrscheinlich dem Köderfang für die Langleinenfischerei dienten.

## Geschichte
Das Schiff wurde 1877 durch die Werft David Allan & Company in Leith gebaut und im Mai des Jahres unter dem Fischereikennzeichen LH 854 in Leith registriert. Am 6. Mai trat es seine Jungfernreise für die in Sandwick auf den Shetland-Inseln ansässige Reederei James Goudie nach Lerwick an. Am 5. März 1878 bei Bressay auf Grund, konnte aber später geborgen und zur Reparatur nach Leith eingebracht werden. Am 30. Januar 1880 übernahm die ebenfalls auf den Shetland-Inseln ansässige Reederei T. M. Adie & Sons aus Voe das Schiff für £150. Am 2. März 1880 strandete das Schiff zwischen Minn und Duncansclett bei West Burra auf den Shetland-Inseln und ging verloren.